# Kenzingen
Kenzingen település Németországban, azon belül Baden-Württembergben. Lakosainak száma 11 071 fő (2023. december 31.).

## Népesség
A település népessége az elmúlt években az alábbi módon változott:
| Lakosok száma | 6777 | 10 009 | 10 089 | 10 614 | 10 908 | 11 071 |
|               | 1975 | 2017   | 2019   | 2021   | 2022   | 2023   |